# Palilula, Dolj
Palilula este un sat în comuna Bucovăț din județul Dolj, Oltenia, România.
Satul este situat pe valea Pârâului Oborului, care își trage numele de la un mare așezământ vlaho-slav de păstori (obor = staul, stână, țarc de oi și capre) care se află pe Dealul Oborului. În timpul verii sunt scoși la păscut bivolii indieni care încă se mai găsesc în sat în număr de câteva zeci. Este o curiozitate a zonei faptul că Palilula a mai păstrat bivolii, când celelalte sate doljene au pierdut această îndeletnicire cu sute de ani în urmă.
Satul s-a format la adăpostul pădurii Giangaliei și Grejdanei care asigurau lemnele de foc și construcție pentru cei din zonă. Legende din bătrâni pomenesc de cârciumăreasa Giangaliei, care era o femeie foarte frumoasă și care avea un han și o cârciumă chiar la fântâna Giangaliei, la sud de Palilula. Aici poposeau caraulele turcești în drumul lor spre Vidin, atunci când trebuiau să ducă banii colectați din Bănie. Tot aici își găseau alinarea și haiducii lui Andrii Popa, care jefuiau ori de câte ori puteau poștalioanele turcești și luau înapoi haraciul adunat din Bănie.
Primele documente scrise despre Palilula apar în secolul al XVII-lea și sunt reprezentate de liste de recensământ și acte de vânzare-cumpărare de proprietăți imobile între cetățeni, majoritatea găsindu-se în arhivele primăriei Bucovăț. Mai există între hrisoavele bisericii din Palilula câteva documente care pomenesc ctitorii Bisericii : Haiducul Andrii Popa și câțiva boieri locali care obligați de haiduc au contribuit la înălțarea bisericii.
Populația satului este formată din români, dar care cetățeni la origini au cea mai diversă paletă etnică: sârbi, bulgari, evrei și bineînțeles daco-romani.
De menționat că tentativele etnicilor rromi de a se așeza în Palilula au fost zădărnicite de-a lungul timpului prin referendumuri locale, totuși au fost acceptați să se așeze la periferiile satului foarte puțini țigani nevorbitori de limba rromani care au trecut drept români mai bruneți. În prezent satul aparține Comunei Bucovăț dar în trecut a aparținut o perioadă de Comuna Podari și o altă perioadă a fost singur. 
Toponime originale din jurul Palilulei : 
- Grejdana (pădure întunecoasă și umbroasă, preferata craiovenilor pentru petrecerile de Paște și pentru picnicuri în sfârșitul de săptămână;
- Vârtoasa (deal cu teren arabil) ;
- Giangalia ( pădure și fântână);
- Grosu (deal cu teren arabil);
- Pandurești (locație în pădurea Oborului);
- Drumul Roșu (drum forestier antic, de culoare galben-roșiatică care urcă din Valea Oborului spre Pandurești);
- Hoțu (pădure de stejăriș la sud de sat);
- Harlea ( o vale asemănătoare văii Palilulei , situată la sud-vest de sat, în care se voia construirea unui sat - soră cu Palilula. Proiectul a fost abandonat în anul 1932. În prezent terenul alocat Palilulenilor pentru construirea Harlei este arabil și se numește "Vetrele de Căși");
- Hoaga Mare ( continuarea spre amonte a Văii Oborului);
- Condoaica (vâlcea bifurcată aflată la vestul Palilulei, orientată spre sud);
- Călugăr ( continuarea spre extrema vestică a Văii Palilulei);
- Valea Ulmului - continuarea spre extrema estică, spre Jiu a Palilulei;
- Măturici - dealul de la Nord pe care cresc plantele numite "măturici", care atunci când sunt mâncate de către animale (vaci, oi, capre, bivolițe) dau un gust amar laptelui.

## Filmografie
- Undeva la Palilula (2012) Regia de Silviu Purcărete. Cu George Mihăiță, Răzvan Vasilescu, Constantin Chiriac, Dimeny Aron.[1] Autorul doar folosește numele satului cu scop peiorativ, implicând pentru film o locație izolată de genul "Cuca Măcăi", sau "Cucuieții din deal". Filmul nu are nicio legătură cu satul Palilula.